# Kim Dong-Hyun (MMA)
Pour les articles homonymes, voir Kim Dong-hyun.
Dans ce nom coréen, le nom de famille, Kim, précède le nom personnel.
Kim Dong-Hyung (en coréen : 김동현), né le 17 novembre 1981 à Suwon (Corée du Sud), est un pratiquant sud-coréen d'arts martiaux mixtes (MMA). Il combat actuellement à l'Ultimate Fighting Championship dans la division des poids mi-moyens.

## Palmarès

### Distinctions
- Ultimate Fighting Championship
  - KO de la soirée (une fois)
  - Performance de la soirée (une fois)
  - KO de l'année 2014

### Palmarès en arts martiaux mixtes
| 27 combats     | 22 victoires | 3 défaites |
| Par KO         | 9            | 3          |
| Par soumission | 2            | 0          |
| Sur décision   | 11           | 0          |
| Égalités       | 1            | 1          |
| Sans décision  | 1            | 1          |

| Résultat   | Record     | Adversaire         | Méthode                                     | Événement                               | Date              | Round | Temps | Lieu                          | Notes                                                                                          |
| ---------- | ---------- | ------------------ | ------------------------------------------- | --------------------------------------- | ----------------- | ----- | ----- | ----------------------------- | ---------------------------------------------------------------------------------------------- |
| Victoire   | 22-3-1 (1) | Tarec Saffiedine   | Décision partagée                           | UFC 207: Nunes vs. Rousey               | 30 décembre 2016  | 3     | 5:00  | Las Vegas, Nevada, États-Unis |                                                                                                |
| Victoire   | 21-3-1 (1) | Dominic Waters     | TKO (coups de poing)                        | UFC Fight Night: Henderson vs. Masvidal | 28 novembre 2015  | 1     | 3:11  | Séoul, Corée du Sud           |                                                                                                |
| Victoire   | 20-3-1 (1) | Josh Burkman       | Soumission (étranglement bras-tête)         | UFC 187: Johnson vs. Cormier            | 23 mai 2015       | 3     | 2:13  | Las Vegas, Nevada, États-Unis |                                                                                                |
| Défaite    | 19-3-1 (1) | Tyron Woodley      | TKO (coups de poing)                        | UFC Fight Night: Bisping vs. Le         | 23 août 2014      | 1     | 1:01  | Macao                         |                                                                                                |
| Victoire   | 19-2-1 (1) | John Hathaway      | KO (coup de coude retourné)                 | The Ultimate Fighter China Finale       | 1er mars 2014     | 3     | 1:02  | Macao                         | Performance de la soirée KO de l'année (2014)                                                  |
| Victoire   | 18-2-1 (1) | Erick Silva        | KO (coup de poing)                          | UFC Fight Night: Maia vs. Shields       | 9 octobre 2013    | 2     | 3:01  | Barueri, Brésil               | KO de la soirée                                                                                |
| Victoire   | 17-2-1 (1) | Siyar Bahadurzada  | Décision unanime                            | UFC Fight Night: Nogueira vs. Davis     | 3 mars 2013       | 3     | 5:00  | Saitama, Japon                |                                                                                                |
| Victoire   | 16-2-1 (1) | Paulo Thiago       | Décision unanime                            | UFC on Fuel TV: Franklin vs. Le         | 10 novembre 2012  | 3     | 5:00  | Macao                         |                                                                                                |
| Défaite    | 15-2-1 (1) | Demian Maia        | TKO (blessure aux côtes)                    | UFC 148: Silva vs. Sonnen II            | 7 juillet 2012    | 1     | 0:47  | Las Vegas, Nevada, États-Unis |                                                                                                |
| Victoire   | 15-1-1 (1) | Sean Pierson       | Décision unanime                            | UFC 141: Lesnar vs. Overeem             | 30 décembre 2011  | 3     | 5:00  | Las Vegas, Nevada, États-Unis |                                                                                                |
| Défaite    | 14-1-1 (1) | Carlos Condit      | TKO (coup de genou sauté et coups de poing) | UFC 132: Cruz vs. Faber                 | 2 juillet 2011    | 1     | 2:58  | Las Vegas, Nevada, États-Unis |                                                                                                |
| Victoire   | 14-0-1 (1) | Nate Diaz          | Décision unanime                            | UFC 125: Resolution                     | 1er janvier 2011  | 3     | 5:00  | Las Vegas, Nevada, États-Unis |                                                                                                |
| Victoire   | 13-0-1 (1) | Amir Sadollah      | Décision unanime                            | UFC 114: Rampage vs. Evans              | 29 mai 2010       | 3     | 5:00  | Las Vegas, Nevada, États-Unis |                                                                                                |
| Victoire   | 12-0-1 (1) | T.J. Grant         | Décision unanime                            | UFC 100                                 | 11 juillet 2009   | 3     | 5:00  | Las Vegas, Nevada, États-Unis |                                                                                                |
| No Contest | 11-0-1 (1) | Karo Parisyan      | No contest                                  | UFC 94: St-Pierre vs. Penn II           | 31 janvier 2009   | 3     | 5:00  | Las Vegas, Nevada, États-Unis | Le résultat est changé en No contest à la suite de l'échec de Parisyan au contrôle antidopage. |
| Victoire   | 11-0-1     | Matt Brown         | Décision partagée                           | UFC 88: Breakthrough                    | 6 septembre 2008  | 3     | 5:00  | Atlanta, Géorgie, États-Unis  |                                                                                                |
| Victoire   | 10-0-1     | Jason Tan          | TKO (coups de coude)                        | UFC 84: Ill Will                        | 24 mai 2008       | 3     | 0:25  | Las Vegas, Nevada, États-Unis |                                                                                                |
| Égalité    | 9-0-1      | Hidehiko Hasegawa  | Égalité                                     | Deep 32                                 | 9 octobre 2007    | 3     | 5:00  | Tokyo, Japon                  | Pour le titre des poids mi-moyens Deep                                                         |
| Victoire   | 9-0        | Hidehiko Hasegawa  | KO (body slam et coups de poing)            | Deep 31                                 | 5 août 2007       | 3     | 4:57  | Tokyo, Japon                  |                                                                                                |
| Victoire   | 8-0        | Yukiharu Maejima   | KO (coups de poing)                         | Pancrase 81                             | 23 juillet 2007   | 1     | 0:11  | Tokyo, Japon                  |                                                                                                |
| Victoire   | 7-0        | Hidenobu Koike     | KO (coup de poing)                          | Deep 28                                 | 16 février 2007   | 2     | 4:33  | Tokyo, Japon                  |                                                                                                |
| Victoire   | 6-0        | Jun Ando           | TKO (coups de poing)                        | Deep 27                                 | 20 décembre 2006  | 2     | 0:44  | Tokyo, Japon                  |                                                                                                |
| Victoire   | 5-0        | Kosei Kubota       | KO (coup de genou)                          | Deep 26                                 | 10 octobre 2006   | 1     | 2:46  | Tokyo, Japon                  |                                                                                                |
| Victoire   | 4-0        | Tomoyoshi Iwamiya  | Décision unanime                            | Deep 25                                 | 4 août 2006       | 2     | 5:00  | Tokyo, Japon                  |                                                                                                |
| Victoire   | 3-0        | Mitsunori Tanimura | Soumission (étranglement arrière)           | Deep: CMA Festival                      | 24 mai 2006       | 1     | 4:28  | Tokyo, Japon                  |                                                                                                |
| Victoire   | 2-0        | Kim Hyung-Kwang    | Décision unanime                            | Spirit MC 5: 2004 GP Unlimited          | 11 septembre 2004 | 3     | 5:00  | Séoul, Corée du Sud           |                                                                                                |
| Victoire   | 1-0        | Noh Young-Ahm      | Spirit MC 3: I Will Be Back!!!              | Décision unanime                        | 10 avril 2004     | 3     | 5:00  | Séoul, Corée du Sud           |                                                                                                |